# Jiří Kladrubský
Jiří Kladrubský (* 19. listopadu 1985 České Budějovice) je český fotbalový trenér a bývalý profesionální fotbalista, který hrál na pozici krajního obránce, stopera či defensivního záložníka. 
Kariéru ukončil 1. července 2021 v jihočeském klubu SK Dynamo České Budějovice.

## Klubová kariéra

### SK Dynamo České Budějovice
Svoji fotbalovou kariéru začal v Dynamu České Budějovice, kde prošel všemi mládežnickými kategoriemi.
V roce 2004 se propracoval do prvního mužstva, za které během tří let odehrál 49 střetnutí, ve kterých se gólově neprosadil.

### AC Sparta Praha
V červenci 2007 přestoupil do Sparty Praha. V sezóně 2009/10 získal s mužstvem ligový titul. Ve sparťanském dresu nastoupil na startu nové sezóny 8. července 2010 k historicky prvnímu zápasu Českého Superpoháru, který sehrávají mistr ligy a vítěz národního poháru uplynulého ročníku. Sparta v něm jako ligový šampion porazila Viktorii Plzeň 1:0. Dohromady za tým vstřelil 7 gólů v 81 zápasech.

### ŠK Slovan Bratislava
Před sezonou 2011/12 hráče vykoupil ze Sparty slovenský klub ŠK Slovan Bratislava, který se stal pro Kladrubského prvním zahraničním angažmá. V sezóně 2012/13 získal se Slovanem Bratislava „double“, tzn. ligový titul a triumf v domácím poháru. V sezóně 2013/14 ligový titul se Slovanem obhájil, ačkoli v ročníku prodělal dlouhodobé zranění, musel podstoupit operaci kolena. Za klub nastoupil k 66 utkáním, ve kterých vsítil 5 branek.

### SK Dynamo České Budějovice (návrat)
Po sezoně 2013/14 mu Slovan Bratislava neprodloužil smlouvu a Jiří se vrátil do Dynama Č. Budějovice. Pro začátek sezony 2014/15 však nebyl ještě ze zdravotních důvodů k dispozici. V ročníku 2014/15 klub sestoupil do 2. ligy. Celekm za tým odehrál 13 zápasů, ve kterých vsítil 3 góly.

### AEL Kallonis
V létě 2015 zamířil do AEL Kallonis, kde podepsal dvouletý kontrakt.

## Reprezentační kariéra
S českou reprezentací do 21 let se zúčastnil Mistrovství Evropy v roce 2007, kde ČR skončila po zápasech s Anglií (0:0), Srbskem (prohra 0:1) a Itálií (prohra 1:3) se ziskem 1 bodu na poslední čtvrté příčce základní skupiny B.
V A-mužstvu České republiky debutoval 21. listopadu 2007 v kvalifikačním utkání proti domácímu Kypru. Dostal se na hřiště v 87. minutě, ČR zvítězila 2:0.
Druhý start si připsal v 15. října v závěru utkání proti Slovinsku (výhra 1:0).

## Trenérská kariéra

### SK Dynamo České Budějovice
V červnu 2022 se stal asistentem trenéra Jozefa Webera na lavičce Českých Budějovic. V říjnu 2022 se po vyhození trenéra Webera stal spolu s Jiřím Lerchem dočasným trenérem jihočeského mužstva, a to do poloviny listopadu, kdy České Budějovice angažovaly trenérské duo Tomáš Zápotočný, Marek Nikl. Kladrubský se společně s Lerchem přesunuli zpátky do pozice asistentů.
Na konci listopadu 2023, po sérii špatných výsledků, skončil v Českých Budějovicích kouč Marek Nikl, vedení klubu se rozhodlo, že mužstvo povede nadále už jen Zápotočný. O tři týdny později na svou vlastní žádost klub opustil i Zápotočný. V lednu 2024 byli vedením mužstva opět pověřeni Kladrubský s Lerchem. V červenci byl společně s celým realizačním týmem odvolán. Novým trenérem Budějovic se stal František Straka.
Dne 11. ledna 2025 bylo po odvolání trenéra Straky duo Lerch a Kladrubský znovu angažováno. Po příchodu nových majitelů byl s Jiřím Lerchem nahrazen Portugalcem Pedrem Resendem.